# Бродхерст (театр)
«Бро́дхерст» (англ. The Broadhurst Theatre) — бродвейский театр, расположенный в восточной части 44-й улицы в театральном квартале Манхэттена, Нью-Йорк, США. Назван в честь англо-американского драматурга Джорджа Ховеллса Бродхерста. Управляется театральной компанией «The Shubert Organization».
Здание построено по проекту архитектора Герберта Краппа. Для публики театр был открыт 27 сентября 1917 года.

## Основные постановки в театре
- 1917: «Май»
- 1918: «Великий белый путь»
- 1924: «Нищий на коне»
- 1929: «Луна в июне»
- 1940: «По газонам не ходить[англ.]» Джимми Макхью[англ.]
- 1944: «Десять негритят»
- 1951: «Семнадцать»
- 1951: «Собутыльник Джоуи» (возрождённая)
- 1964: «Ах, какая прекрасная война!»
- 1980: «Амадей»
- 1991: «Аспекты любви»
- 1991: «Частная жизнь»
- 1991: «Укус женщины-паука»
- 1996: «Однажды на матраце»
- 1999: «Фосс»
- 2001: «Танец смерти»
- 2002: «В лес» (возрождённая)
- 2003: «Городской ковбой»
- 2005: «Леннон»
- 2006: «Любители истории», «Отверженные» (возрождённая)
- 2008: «Кошка на раскалённой крыше»
- 2010: «Венецианский купец» (переехала из «Публичного театра»)
- 2011: «Хью Джекман: Возвращение на Бродвей»
- 2012: «Трамвай «Желание»»
- 2013: «Счастливчик», «Mamma Mia!» (переехала из театра «Зимний сад»)
- 2015: «Мизери»
- 2016: «Бессмертные»
- 2017: «Анастасия»
- 2019: «Фрэнки и Джонни в свете луны»